# Tengelmann Group
Tengelmann Warenhandelsgesellschaft KG (фактически осуществляет деятельность как Tengelmann Group) — германский холдинг, контролирующий ряд розничных компаний и торговых сетей, среди которых OBI, а также крупная европейская сеть супермаркетов Plus. Штаб-квартира компании расположена в городе Мюльхайм-ан-дер-Рур (земля Северный Рейн-Вестфалия).

## История
Компания основана в 1867 году, изначально занималась торговлей и переработкой колониальных товаров (кофе, шоколад). В 1953 году в Мюнхене компания открыла свой первый магазин самообслуживания.

## Собственники и руководство
Компания принадлежит семье Хауб (на 2012 год занимала 276-е место в списке наиболее богатых людей мира журнала Forbes).
Главный управляющий — Кристиан Хауб.

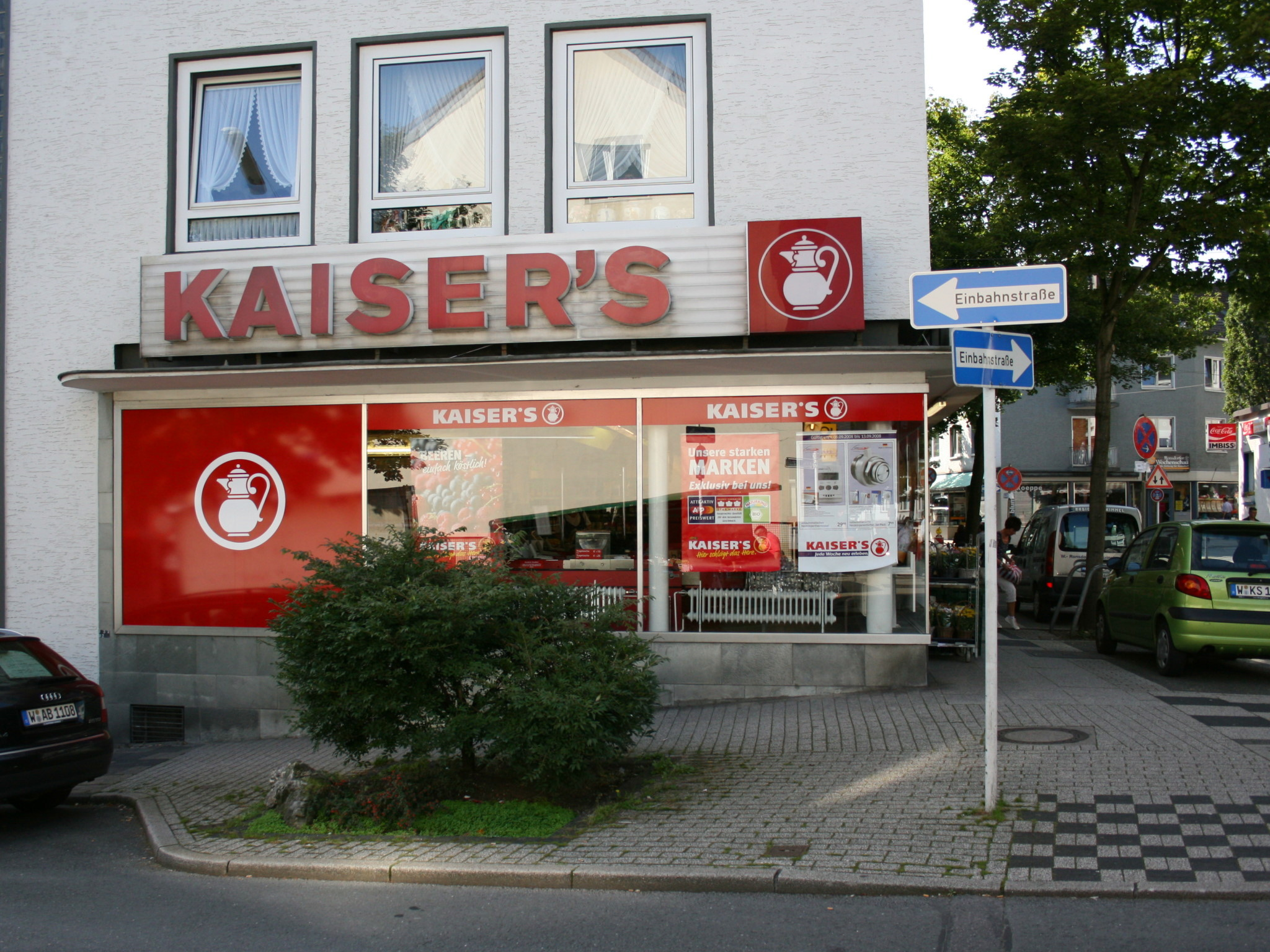
Один из супермаркетов сети Kaiser’s, входящей в Tengelmann Group

## Деятельность
В числе основных активов холдинга — сети строительных и хозяйственных товаров OBI, по продаже продуктов Plus и Kaiser's, текстильный дискаунтер KiK, компании Tengelmann E-Commerce (торговля в интернете) и TREI Real Estate (операции с недвижимостью). Также Tengelmann Group принадлежит 15 % акций сети магазинов-дискаунтеров Netto (оставшимися 85 % владеет торговое объединение EDEKA). Операции холдинг осуществляет (на 2012 год) в 15 странах мира, на конец 2011 года в принадлежавшие ему торговые сети входило 4256 магазинов (в том числе 3447 — в Германии).

### Показатели деятельности
Совокупная численность персонала Tengelmann и её дочерних компаний на 2011 год составила 83,4 тыс. человек. Выручка компании за 2011 год составила €10,78 млрд (в том числе €7,38 млрд — от операций в Германии), EBITDA — €390 млн.